# 拉卡迪耶尔达聚尔
拉卡迪耶尔达聚尔（法語：La Cadière-d'Azur，法語發音：[la kadjɛʁ dazyʁ]）是法国普罗旺斯-阿尔卑斯-蓝色海岸大区瓦尔省的一个市镇，属于土伦区。

## 地理
拉卡迪耶尔达聚尔（43°11'45"N, 5°45'20"E）面积37.42 平方千米，位于法国普罗旺斯-阿尔卑斯-蓝色海岸大区瓦尔省，该省份为法国东南部沿海省份，北起上普罗旺斯阿尔卑斯省，西北角与沃克吕兹省接壤，西接罗讷河口省，南濒地中海，东临滨海阿尔卑斯省。
与拉卡迪耶尔达聚尔接壤的市镇（或旧市镇、城区）包括：塞雷斯特、拉西奥塔、罗克福尔-拉贝杜勒、邦多勒、勒卡斯特莱、滨海圣西尔。
拉卡迪耶尔达聚尔的时区为UTC+01:00、UTC+02:00（夏令时）。

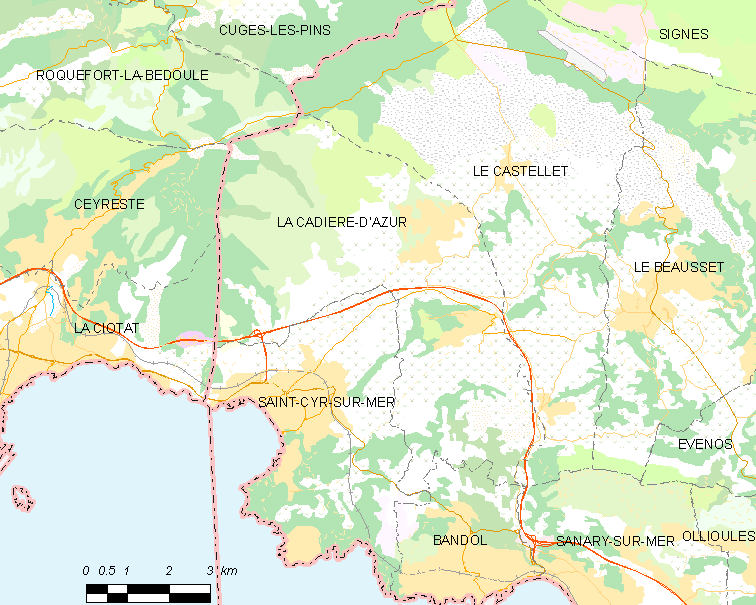
拉卡迪耶尔达聚尔的OSM定位图

## 行政
拉卡迪耶尔达聚尔的邮政编码为83740，INSEE市镇编码为83027。

## 政治
拉卡迪耶尔达聚尔所属的省级选区为滨海圣西尔县。

## 人口

1962-2008年间拉卡迪耶尔达聚尔人口变化图示

拉卡迪耶尔达聚尔于2022年1月1日时的人口数量为5657人。